# 本因坊秀甫
（1838年—1886年10月14日），日本圍棋棋手，本名村瀨弥吉（むらせ やきち），生於江戶，法名日壽。
秀甫因為當上本因坊家督的時間極短，加上也沒做過跡目，使用「本因坊秀甫」的名義非常少，近代多仍稱之為村瀨秀甫（むらせ しゅうほ）。

## 生平
早年生於木匠家，家裡非常貧窮，當時學碁非常盛行，其父見棋手們名利雙收，於是非常希望弥吉學碁。但是當時雖盛行，但也得小康以上的家庭方有機會（或是受介紹）；照理說弥吉是毫無機會的，但是村瀨家正好在坊門附近，一日，幕府的一個小官山本源和到坊門辦事，辦完後路經村瀨家，順便買些東西，於是弥吉的父親就百般請求希望讓弥吉能夠入坊門，山本源和好為人師，便把弥吉收為徒弟，其實山本也只會圍棋的基本手法罷了。
弥吉拜山本為師後，兩人就只會基本手法的盲人瞎馬地亂下，半個月後弥吉就「什麼都會」，把山本殺爆了。於是山本便帶弥吉到坊門去，當時家督為本因坊丈策，山本把弥吉誇得比神童還神，本來入門都是讓九子指導，但是丈策聽是山本教的，於是在四個三三再放一顆，成了讓十三顆的「聖目風鈴」，結果弥吉仍是大敗，本來入門棋沒過就不能入門的，但是一旁的跡目秀和見弥吉雖然圍地不行，但是死活攻殺卻頗有手筋，於是便要求丈策收為徒，於是八歲的弥吉便入坊門了。
入門後，弥吉努力用功，三個月後丈策讓他九子被殺的大敗。之後弥吉晚睡早起，比其他同年紀的小孩倍加認真，進步快速，十歲得初段。加上入門後，弥吉的父母高興非凡，認為這是恩賜，每年都重金（相較於村瀨家的貧窮）謝禮，丈策、秀和雖然推讓再三，還是得收下，於是十四歲的時候，念於人情，弥吉成為秀和的內弟子。內弟子雖比尋常弟子與師父更親一層，但是卻比入室弟子還累，住在師父家，每天如僕人般幫師父處理家務，外出還要幫忙提行李、撐傘之類的。當時秀和剛生小孩，於是弥吉還得幫忙帶小孩，一天就只有晚上有一點時間可以陪師父，但是弥吉還是進步飛快，
幾年後，弥吉已可對當時獨步天下的跡目秀策受先二取得壓倒性的勝利，彼時秀策雖只有上手，實力早已達名人，先二能勝，那至少六七段了。1860年與秀和受先指導三局兩勝一和，實力早已有上手，而獲得晉升六段，剃度(為了參加御城棋而準備)並改名秀甫，進入「秀」字輩（坊門除了跡目、家督以外，除非是受家督肯定的高段棋士，不然是不可以用某些特定字當名字的，如策、秀等。）
當時秀甫勝多敗少，與秀策合稱「坊門圭玉」、「龍虎雙弟子」。1861年與秀策進行讓先十番碁（上手對六段應該是先相先，但是當時秀策實在太強，所以改以讓先為手合），成績如下：
1. 秀策　白六目勝
2. 秀甫　黑中盤勝
3. 秀甫　黑二目勝
4. 秀甫　黑一目勝
5. 和棋
6. 秀策　白三目勝
7. 秀甫　黑一目勝
8. 秀策　白中盤勝
9. 秀甫　黑中盤勝
10. 秀甫　黑中盤勝

秀甫六勝三敗一和（後來秀甫辦的雜誌《方圓新法》裡面是寫七勝二敗一和，但這樣子是將秀策給降級，如此大事不可能之前都不記載，所以還是六勝三敗一和比較可信），得到壓倒性的勝利，但是後世從內容來看，似乎秀策只是把這個十番碁當作消遣，而秀甫則「嘔心瀝血的步步為營」（後來秀甫說的），但是這個十番碁還是證明了秀甫實在坊門第二高手。與大十八歲的秀和、大九歲的秀策合稱「三秀」，替江戶末期的圍棋水準提高非常多，從內容上來看，很多甚至都比現在的職業棋士下得還好（可能因為現在要計時的關係）。
十番碁隔年，秀策因病去世，如果要立再跡目，絕對非秀甫莫屬，但是丈和遺孀有意偏袒自己第三子中川龜三郎(五段)，且跟秀甫有嫌隙，於是希望秀和如當初丈和立其師本因坊元丈的兒子丈策為繼承人般，立中川龜三郎為跡目，秀和向來優柔寡斷，再加上丈和之女戶谷花子(秀策遺孀)不希望自己的哥哥成為繼承人。且秀和長子土屋秀悅十三歲已經三段，看上去前途無量，於是最後立秀悅為跡目，加上彼時時局極亂，秀和強烈希望秀悅與秀和第三子土屋百三郎要好好保持家業，不要輕易落於外人，所以之後秀悅、秀元兩任家督退位後，秀甫都沒機會繼任。
秀策死後，御城碁停辦，上手可以不用剃度，於是在1865年提出升上手的申請，當時井上家家督松本因碩希望跟著升六段，於是兩人便舉行讓先爭碁，秀甫三連勝，松本自討沒趣的撤回申請，秀甫升上了上手，當時元老伊藤松和（上手）說「要是松本能贏，那麼碁道早已衰弱不振了」。之後秀甫待在坊門也無趣（因為秀悅已是跡目），於是離開坊門開始旅行。
秀甫旅行期間，偶爾也回到坊門探風聲，無奈秀和已鐵了心要秀悅，但是期間秀甫與秀悅的對局成為秀悅的生涯傑作，而秀甫也在此期間與師父秀和進行了讓先十番碁，成績如下：
1. 秀和　白中盤勝
2. 和棋
3. 秀甫　黑八目勝
4. 秀甫　黑五目勝
5. 秀甫　黑四目勝

※至此秀和自知不敵，改為先相先。

　 6.　秀甫　黑四目勝

　 7.　秀甫　黑六目勝

　 8.　秀和　黑四目勝

　 9.　秀和　白三目勝

　10.　秀甫　黑中盤勝

之後秀甫邀當時被義母管得死死毫無法作為的林家家督秀榮（秀和次子）一起旅行，兩人在關西地區將盤纏花盡，迫使常常秀榮在旅社作人質，而秀甫出來下賭碁賺錢，狼狽不堪。而兩人關係良好也是在此時期打下。
後來秀悅病危，情急中秀榮希望找回秀甫來接任家督（當時雖秀元為家督，其實都是秀榮在管理，而林家也已併入坊門），無奈秀甫不在江戶，而秀榮再找中川龜三郎，但是兩人談不攏，於是最後由秀悅三弟秀元接手，不過三段的棋力成為當時碁界笑話。也使江戶末期的圍棋第二次盛世結束，進入第二次黑暗期。
龜三郎與秀榮談不攏後，便萌生自創一家的理念，當時分家並不少見，其他三家都有，如井上家的服部家，安井家的坂口家，林家的林家分家；而當時與龜三郎常來往的井上家門徒小林鐵次郎則認為已經是明治維新時期了，要做就要現代化，於是由鐵次郎發起的方圓社正式成立，原本要請龜三郎做社長，但龜三郎推辭，於是秀甫就被邀約而成為第一代社長，此事也使秀悅更加吃不消，同年傳位給秀元，坊門衰落不振，方圓社逐漸掌控碁界局勢。
在方圓社舉行的圍棋大會上，秀甫希望團結四家，共同弘揚碁道，四家向來都是閉門自傳，但是方圓社如日中天，也只好含糊答應（當初察元也舉辦過圍棋研究會，但是當時其他三家都不肯拿出真實力）。在會上，上了年紀的松本因碩（六段）強迫秀元替其倒茶、拿菸灰缸，會後秀元十分惱怒，使得之後井上家同意與方圓社合作，而秀元則以「有松本在，本因坊家與之勢不兩立。」，而使當時碁界不能團結（其實方圓社的勢力早已不須四家幫助）。
而之後席次問題再次浮現（秀伯時期也有「碁將席次訴訟事件」），秀榮希望遵循古法，本因坊家為上，但是當時政商名流都支持現代化的方圓社，加上秀元才三段，所以最後在安井算英（安井家家督）的調停下才得以平息。
1880年，方圓社開始發免狀（段位證書），免狀一向都是傳統四家的主要收入來源，方圓社這麼做嚴重威脅三家的生存。秀榮無法，於是以坊門的名義將秀甫、龜三郎等人「驅逐出門」，吊銷免狀，以洩心頭之恨，但也只是成為更大的笑柄，許多坊門弟子紛紛投奔方圓社，使得坊門雪上加霜。
在許多名人富翁的資助下，方圓社發行《方圓新報》、《方圓新法》，成立塾生制度相對於古法的內弟子，最大功勞就是定式手合，以前四家都是閉關修行，技藝不落外人，定式手合則規定固定進行循環戰，這個制度促進了圍棋發展，更使升段有了依據（以前都靠推薦）；且改段位制為級位制，從一級（原九段）到十二級，主要是為了推廣給外國人（因為外國人搞不太懂段位制），促使了圍棋國際化。
1883年秀甫受眾人推薦升上了準名人（雖然改為級位制，但是只有上手改為三級，二級一級還是慣稱準名人、名人），無人反對。兩年後，秀榮實在受不了秀元一直無法進步使坊門落魄至斯，於是秀榮繼任為第十七世本因坊，五段（三家還是段位制。而秀榮實力早已達上手之譜，只是不受推薦而已）。秀甫聽到秀榮繼任，大吃一驚，認為此人必成勁敵，方圓社的一個社員高橋杵三郎（五級）不服，於是偷偷與秀榮下戰書，不料一場下來大敗，逼得副社長龜三郎（三級）出馬，仍是被秀榮殺得大敗，至此秀榮就出名了，坊門也逐漸復甦，許多名人富商也都同情坊門遭遇而給予資助。
在龜三郎輸棋後，加上坊門勢力越來越強，秀甫不得不御駕出征，差三段應該要先二，但是秀甫自認不敵，於是最後改為讓先十番碁，轟動當時，成績如下：
1. 秀榮　黑中盤勝
2. 秀甫　白八目勝
3. 秀甫　白二目勝
4. 秀甫　白四目勝
5. 秀榮　黑三目勝
6. 秀甫　白中盤勝
7. 秀榮　黑七目勝
8. 秀甫　白二目勝

至此不難看出秀甫還是技高一著，於是大家建議他升上名人，如要升，絕無人敢異議，但是秀甫當時忙於推廣碁道，認為升上名人後許多事都「述而不做」（因為古代只要一當上名人，就可以不用參加正式比賽，許多事情都可以不用做，或是不予置評，樹立如神般的地位），於推廣上是個阻礙，加上連個五段的秀榮都只能打成這樣（其實秀榮早有上手實力），且秀甫想到當年師父秀和因種種原因不得升上名人，而不願升上名人，從這點就足見秀甫的偉大了。
之後第九盤秀榮黑12目勝，秀榮的政治家好友後藤象二郎認為此時是合作的大好時候，秀榮自己也知無論也強不過秀甫，坊門也無法勢勝方圓社，於是與後藤象二郎討論後，象二郎不愧是政治家，替秀榮想出的法子表面上是秀榮吃虧，卻是著著實實的勝著。於是秀榮照其法與秀甫談條件，最後兩人談好了條約，內容如下：
1. 本因坊家與方圓社互為獨立之團體，兩團體地位相等，一起宏揚碁道。
2. 本因坊秀榮以本因坊家的名義授予村瀨秀甫準名人免狀。
3. 本因坊秀榮將其家督之銜傳給村瀨秀甫，是為第十八世。
4. 本因坊秀甫以本因坊家的名義授予土屋秀榮（退位後還名）七段免狀（當時已無上手之稱）。
5. 方圓社的級位制度須取消，改回以前的段位制度。
6. 方圓社、本因坊家不得個別發行免狀，須雙方同意，並且收入兩方平分。
7. 秀甫如去世，本因坊家家督由碁界最強者接手。

看上去好像秀榮毫無所獲，但是第一條代表傳位給秀甫並非是方圓社吞併坊門，且使坊門以後如失勢也免於遭吞併的地步，甚至可以受到方圓社援助。第二條卻強烈暗示坊門地位高於方圓社，而第四條則輕鬆地升上七段，第五條則又再次暗示方圓社的忍讓，而第六條則讓坊門收入穩定（當時學碁多投方圓社），第七條本是要由秀榮接手，但是講太明恐危及談判，於是才這麼寫，預留了秀榮以後的去路。總之，秀榮利多於弊，且秀甫從小的志願就是當上本因坊家家督，縱使多年來的輾轉，甚至都當上了社長，心中最大願望還是當上家督，此願望甚至比當上名人更甚，所以於其他幾條根本毫不在乎。
當上家督後，與秀榮下完十番碁的最後一盤，秀榮黑四目勝，兩人各勝五盤。十番碁後沒多久，這位近代對於圍棋現代化最有貢獻的偉大秀甫，就得了胃癌去世了。
秀甫死後中川龜三郎繼任為第二代方圓社社長，之後秀榮援條約第七條想再次當上家督，遭到天下非議，但是秀榮毫不在乎，也無人敢與之爭碁（龜三郎是當時唯一的對手，但是龜三郎已是社長，並不需要冒險爭碁），於是秀榮成為第一位當上兩次家督的家督，是為第十九世。
近代對於秀甫的評價非常高，不但棋早在秀策時期就已經非常強了，到了明治時期更是超凡入聖，甚至有人認為秀策就算在世也難以對敵。而秀甫對碁界的貢獻，也是受到極高的評價，中江兆民在1901年出的《近代非凡三十人》一書也將秀甫列入，且許多外國人也都知道秀甫，當時全日本上下也都把秀甫當作一位偉大的人，歷代的棋手沒有一個人的地位如此之高的，沒有秀甫，可能圍棋現代化還要等上個幾十年也說不定。

## 外部連結
日本圍棋故事